# Leen Hoogendijk
Leendert Proos „Leen“ Hoogendijk (* 2. Juli 1890 in Rotterdam; † 14. August 1969 in Vlaardingen) war ein niederländischer Wasserballspieler.

## Karriere
Hoogendijk nahm an den Olympischen Spielen 1920 in Antwerpen teil. Hier erreichte er mit der niederländischen Nationalmannschaft den fünften Rang.